# All-American Publications
All-American Publications è stata una casa editrice statunitense di fumetti nell'era della Golden Age degli anni Quaranta; si fuse poi con la National Comics Publications che in seguito prese il nome di DC Comics. Tra i supereroi ideati per la All-American vi sono gli originali Atomo, Flash, Lanterna Verde, Hawkman e Wonder Woman.

## Storia di pubblicazione
Max Gaines, futuro fondatore della EC Comics, formò la All-American Publications nel 1938 dopo aver chiesto un finanziamento a Harry Donefield con successo, amministratore delegato sia della National Allied Publications (casa editrice di Action Comics ed altri titoli) che della sorella Detective Comics (casa editrice della rivista a fumetti omonima). Come Gerard Jones scrisse a proposito dell'investimento di Donefield:
Mentre All-American, al 225 di Lafayette Street a Manhattan, era fisicamente separata dagli uffici della DC che si trovavano al 480 di Lexington Avenue, utilizzava il loro informale della DC nella maggior parte delle sue pubblicazioni per ragioni di distribuzioni e di marketing (all'epoca, il logo della DC era utilizzato per i marchi non ufficiali della National, capitalizzando il successo di Batman in Detective Comics). Nel 1946, Gaines lasciò che Liebovitz si mettesse in proprio, mantenendo solo Picture Stories from the Bible come fondamento della sua compagnia, la EC.
Prima della fusione, Gaines dovette rimarchiare la All-American con un suo logo, cominciando con due numeri datati febbraio 1945: All-Flash n. 17, Sensation Comics n. 38, Flash Comics n. 62, Green Lantern n. 14, Funny Stuff n. 3, Mutt & Jeff n. 16, l'All-American Comics n. 64 del mese successivo e l'All Star Comics n. 24, senza "trattino". Quando Liebovitz successivamente fuse la sua compagnia con quella di Donefield, i fumetti dell'All-American portavano tutti il logo della DC ancora una volta (cominciando con Sensation n. 48 del dicembre 1945 e Flash Comics n. 68, continuando con All-American n. 70, All-Flash n. 21, Comic Cavalcade n. 13, Green Lantern n. 18, Funny Stuff n. 7 e Mutt & Jeff n. 20) prima di cominciare finalmente il pieno assorbimento da quella che adesso era la National Periodical.

## Eredità creativa
Durante l'esistenza di All-American, vi furono molte promozioni incrociate tra le due compagnie editoriali indipendenti, tanto che la prima iterazione della Justice Society of America, in All-American Comics n. 3 (inverno 1940-1941), incluse nella lista i personaggi della National Dottor Fate, Hour-Man (com'era chiamato all'epoca), lo Spettro e Sandman - creando il primo crossover tra due compagnie diverse, con personaggi che interagivano, anche se il Sandman della National, lo Spettro e Hour-Man comparvero precedentemente in avventure individuali in All-Star Comics n. 1 (estate 1940).
Con Gaines come editore, assistito da Sheldon Mayers, la All-American Publications lanciò il suo fumetto più venduto, All-American Comics con il debutto nell'aprile 1938. Come molti fumetti dell'epoca, All-American debuttò con un mix di strisce di fumetti sui quotidiani, ristampate a colori, con un'infarinatura dei personaggi come quelli delle strisce originali. Tra le strisce vi furono tre grandi hits dell'epoca: Mutt & Jeff, di Al Smith che lavorava alle strisce a fumetti di Bud Fisher; Skippy, di Percy Crosby; e Toonerville Folks di Fontaine Fox. Nuovi contenuti inclusero Scribbly, un fumetto semi-autobiografico di Mayer a proposito di un ragazzo fumettista. All-American Comics durò 102 numeri, fino a ottobre 1948.
Debuttante in quello stesso mese vi era Movie Comics ("tutto un film per 10 cents"), che vedevano un fumetto creato con il fermo immagine dei film, così come per il fumetto Minute Movies di Ed Wheelan. Il primo dei suoi sei numeri, fino ad agosto 1939, vide l'uscita di non meno di 5 film: Il figlio di Frankenstein, Gunga Din, The Great Man Votes, Fisherman's Wharf e Scouts to the Rescue.
I due fumetti successivi erano Mutt & Jeff, che venne pubblicato per 103 numeri dall'estate 1939 fino a giugno 1958, e il debutto del supereroe della compagnia, Flash Comics n. 1 (gennaio 1940), che introdusse il fumetto del celebre super velocista, creato dallo scrittore Gardner Fox e dall'artista Harry Lampert, così come l'Hawkman della Golden Age e la Hawkgirl del futuro, di Fox e dell'artista Dennis Neville, e Johnny Thunder, dello scenografo John Wentworth e dell'artista Stan Aschmeier, per citarne alcuni.
La Lanterna Verde della Golden Age, dello scrittore di Batman Bill Finger e dell'artista Martin Nodell, debuttò in All-American Comics n.16 (luglio 1940), seguito dall'Atomo originale, creato da Bill O'Connor e dall'illustratore Ben Flinton, in All-American n. 19 (novembre 1940). Wonder Woman venne introdotta in una storia di nove pagine in All-Star Comics n.8 (gennaio 1942), prodotto dello psicologo William Moulton Marston e Max Charles Gaines (sotto lo pseudonimo di Charles Moulton), e illustrato dall'artista Harry G. Peter.

## Pubblicazioni
I fumetti cominciarono sotto la All-American Publications. I numeri dopo la fusione del 1946 sono National Periodical Publications/DC Comics.
- All-American Comics  dal n. 1 al n. 102 (aprile 1939 - ottobre 1948) continua come

All-American Western   dal n. 103 al n. 126 (novembre 1948 - giugno 1952) continua come
All-American Men of War   con i n. 127 e 128, e dal n. 2 al n. 117 (settembre-novembre 1952, gennaio 1953 - ottobre 1966)
- All-Flash Quarterly   dal n. 1 al n. 5 (estate 1941 - estate 1942) continua come

All-Flash   dal n. 6 al n. 31 (ottobre 1942 - gennaio 1948)
- All Star Comics   dal n. 1 al n. 57 (estate 1940 - marzo 1951) continua come

All Star Western   dal n. 58 al n. 119 (maggio 1951 - luglio 1961; trattino aggiunto nel n. 108) ripreso come
All-Star Western   dal n. 1 al n. 11 (settembre 1970 - maggio 1972) e
All Star Comics   dal n. 58 al n. 74 (febbraio 1976 - ottobre 1978; trattino aggiunto nel n. 66)
- Comic Cavalcade   dal n. 1 al n. 63 (inverno 1942/43 - estate 1954)
- Flash Comics   dal n. 1 al n. 104 (gennaio 1940 - febbraio 1949) continua come

The Flash   dal n. 105 al n. 350 (marzo 1959 - ottobre 1985)
- Funny Stuff   dal n. 1 al n. 79 (estate 1944 - agosto 1954)
- Green Lantern   dal n. 1 al n. 38 (inverno 1941 - giugno 1949)
- Movie Comics   dal n. 1 al n. 6 (aprile-settembre 1939)
- Mutt & Jeff   dal n. 1 al n. 103 (estate 1939 - aprile 1958)

il fumetto e la numerazione continuano con la Dell Comics, seguita dalla Harvey Comics
- Picture Stories from the Bible: Old Testament Edition dal n. 1 al n. 4 (1942 - inverno 1943)
- Picture Stories from the Bible: Complete Old Testament Edition n. 1 (1943)
- Picture Stories from the Bible: New Testament Edition n. 1 e 2 (ottobre 1944 - aprile 1945)
- Picture Stories from the Bible: Complete "Life of Christ" Edition n. 1 (1945)

continua sotto la EC Comics
- Sensation Comics   dal n. 1 al n. 109 (gennaio 1942 - giugno 1952) continua come

Sensation Mystery   dal n. 110 al n. 116 (luglio 1952 - agosto 1953)
- Wonder Woman   dal n. 1 al n. 329 (estate 1942 - febbraio 1986)

## Personaggi All-American

### Supereroi/combattenti mascherati
- Atomo
- Dottor Mid-Nite
- Flash
- The Gay Ghost
- Lanterna Verde
- Hawkman e Hawkgirl
- Hop Harrigan
- Little Boy Blue and the Blue Boys]
- Mr. Terrific
- Sargon lo Stregone
- Johnny Thunder
- Gary Concord, the Ultra-Man
- The Whip (El Castigo)
- Wildcat
- Wonder Woman

### Avventura/guerra
- The Black Pirate
- Gunner Godbee
- Red, White and Blue (Red Dugan, Whitey Smith, Blooey Blue)

### Animali comici/umorismo
- Bulldog Drumhead
- The Red Tornado
- Scribbly